# الاتحاد الفلسطيني لألعاب القوى
الاتحاد الفلسطيني لألعاب القوى هو الهيئة الإدارية لرياضة ألعاب القوى في دولة فلسطين. تأسس الاتحاد في عام 1932 في القدس ثم أعيد تأسيسه في عام 1964. تُدير الاتحاد اللجنة الأولمبية الفلسطينية ومقرها في شارع النظير في مدينة غزة. وهو عضو في الاتحاد العربي لألعاب القوى ويتولى مهام إعداد لاعبي الجري والرمي والوثب وإعداد مدربين لريلضات ألعاب القوى وكذلك المشاركة في دورات عربية ودولية لأعداد المدربين واللاعبين، بالإضافة إلى توفير بدلات رياضية للرياضيين الفلسطينيين من الذكور والإناث الذين يتنافسون في سباقات المضمار والميدان الخارجية والداخلية، وتكاليف النقل والمعدات الرياضية.
وكان من ضمن فعاليات الاتحاد المحلية: بطولة سباق غزة لاختراق الضاحية عام 1995 ويوم الجري الأولمبي عام 1995 وعام 1996 وعام 1997 وعام 1998 وعام 1999، وبطولة النخبة لألعاب القوى لمحافظات قطاع غزة عام 2009 وماراثون القدس السادس عشر عام 2009 وبطولة اختراق الضاحية. إضافة إلى البطولات الدولية التي شملت المشاركة في بطولة آسيا لألعاب القوى في طوكيو عام 1981 وبطولة آسيا لألعاب القوى في الكويت عام 1983 وبطولة العالم الأولى في هلسنكي عام 1983 وبطولة العالم الثانية في روما عام 1987 وبطولة العالم الرابعة في شتوتغارت بألمانيا عام 1993 وبطولة العالم الخامسة في السويد عام 1995 وبطولة العالم السابعة في أثينا عام 1997 وبطولة العالم الثامنة في اشبيليا باسبانيا عام 1999 ودورة أطلنطا الأولمبية في الولايات المتحدة الأمريكية والبطولة العربية الثالثة لألعاب القوى للناشئين والناشئات في سوريا.

## روابط خارجية
- الموقع الرسمي